# Udara mima
Udara mima är en fjärilsart som beskrevs av James John Joicey och Talbot 1916. Udara mima ingår i släktet Udara och familjen juvelvingar. Inga underarter finns listade i Catalogue of Life.